# 프로토콜 변환기
프로토콜 변환기(protocol converter)는 원하는 상호 운용성을 달성하기 위해 한 장치의 표준 또는 독점 프로토콜을 다른 장치 또는 도구에 적합한 프로토콜로 변환하는 데 사용되는 장치이다. 프로토콜은 라우터에 설치된 소프트웨어로, 한 네트워크의 데이터 형식, 데이터 속도 및 프로토콜을 데이터가 탐색되는 네트워크의 프로토콜로 변환한다. 발전, 송배전, 석유 및 가스, 자동화, 유틸리티, 원격 모니터링 애플리케이션과 같은 다양한 분야에서 사용되는 다양한 프로토콜이 있다. 주요 프로토콜 변환 메시지에는 데이터 메시지 변환, 이벤트, 명령 및 시간 동기화가 포함된다.

## 일반 구조
프로토콜 변환기의 일반 아키텍처에는 외부 슬레이브 장치와 통신하는 내부 마스터 프로토콜이 포함되어 있으며 수집된 데이터는 변환기의 내부 데이터베이스를 업데이트하는 데 사용된다. 외부 마스터가 데이터를 요청하면 내부 슬레이브는 데이터베이스에서 데이터를 수집하여 외부 마스터로 보낸다. 이벤트 및 명령의 자발적인 보고를 처리하기 위한 다양한 체계가 있다. RS-232, RS-485, 이더넷 등을 포함하는 프로토콜 X 및 Y의 통신을 위한 다양한 물리적 매체가 있을 수 있다.